# 姫路大学
姫路大学（ひめじだいがく、英語: Himeji University）は、兵庫県姫路市大塩町に本部を置く私立大学である。
設置者は兵庫県豊岡市において豊岡短期大学を運営する学校法人弘徳学園。沿革上、近畿大学とは関係を有す。

## 概観

### 建学の精神
近畿大学創設者世耕弘一が説く「人に愛され、信頼され、尊敬される人の育成」を建学の精神とする。

### 教育方針
生命に対して深い畏敬の念や、一般社会人としての豊かな人間性と良識を持ち、広い世界観を持って社会に貢献する「共生の心を備えた人材」の育成。

### 設置設備
- 姫路大学附属図書館（2号棟1階）
- 姫路大学 人文学・人権教育研究所

## 沿革

### 略歴
同地に設置されていた賢明女子学院短期大学（現在は廃校）の経営難に伴い、キャンパスを譲渡されたことにより設置。

### 年表
- 2003年：学校法人近畿大学弘徳学園の法人登記
- 2007年：近大姫路大学設立。看護学部設置
- 2008年：教育学部こども未来学科設置、同時に通信教育課程も開設
- 2013年：教育学部こども未来学科人文学・人権教育研究所設置
- 2013年11月：屋外整備工事終了。駐車場やスクールバス乗降場等が整備される
- 2016年4月1日：大学名を姫路大学に、設置法人名を学校法人弘徳学園に変更
- 2017年4月1日：大学院看護学研究科看護学専攻修士課程を開設
- 2019年4月1日：大学院看護学研究科看護学専攻博士課程を開設

## 基礎データ

### 所在地
- 大学本部キャンパス（兵庫県姫路市大塩町2042-2）

### 学生数
学生数：看護学部429人、教育学部（通学課程）232人、教育学部（通信課程）1,643人（科目履修生含む）（2015年5月1日現在）

## 設置学部・研究科
- 看護学部
  - 看護学科
- 教育学部
  - こども未来学科
    - 幼児・児童教育コース(主として幼稚園教諭、小学校教諭を養成)
    - 保育・幼児教育コース(主として保育士、幼稚園教諭を養成)
- 通信教育課程(正科生、科目等履修生、特修生の三種類の学籍が存在する)
  - こども未来学科
    - 大学卒業を目的とするコース
    - 幼稚園教諭等教員資格コース
    - 保育士養成コース

  - 図書館司書養成課程
  - 学校図書館司書教諭養成課程
  - 学芸員養成課程
- 看護学研究科
  - 博士前期（修士）課程
  - 博士後期課程

## 教育内容

### 看護学部
- 健康・福祉の課題に、社会のニーズに呼応した質の高い看護を提供する人材の育成をめざす

高度化・複雑化・多様化する看護の現場で要求される豊かな人間性と創造性、柔軟性、専門的な知識・技術を、年次を追って確実に修得するプログラムを展開。
加えて、豊富な実習科目の設置により看護実践能力を高め、人々の生活の質の向上に寄与する、質の高い看護の専門職を養成。

### 教育学部
- こども学概論、臨床こども学による"こども"の基礎理解

いま、"こども"はどのような教育状況下にあるか。よりよい成長のために、どのように"こども"に関わるべきか。

教育現場において環境障害に至る"こども"と無事に通過していく"こども"の差や違いはどこにあるのかについて理解する。
- 保育園と幼稚園との連携の重視

保育園から幼稚園への連続性、小学校低学年へのはしわたしを支援する教育・保育にかかわる5つの領域（表現、健康、人間関係、環境、言葉）で深く学ぶ。
- 幼稚園と小学校との連携の重視

こどもの発達や学びの連続性を確保し、遊びの中での興味や関心にそった活動や、これを生かした学びにより、幼稚園教育の経験が小学校の学習につながるように、

こどもと音楽表現、こどもと造形表現、こどもと体育、小学校生活科指導法等の教科指導により、遊びと学びの連続性のなかでの教師の指導力の基礎を強化。
- 幼児から児童にいたる発達支援のための総合力の養成

乳幼児保育と障害児保育を必修科目とし、看護概論、こども看護、母性看護、看護学演習（救急対応処置法）等の看護科目、小児保健、精神保健等の養護科目を開設することにより、健常児から軽度障害児や障害児までの治療的活動や看護活動の知識と技術を学ぶ。

一方、こどもの心の発達に対する理解や精神についての理解を支援するため、発達検査法、発達障害論を開設し、対応力を養成するなど、こどもの正常な発達支援のための総合力を養成する。
- 地域貢献とボランティア

地域貢献の一環として、「地域ボランティア」を必修科目として設定。
- 昼休み10分間ドリル

曜日毎に科目が設定され、昼休みにドリルを解き、学力の向上を目指す。自由参加。
- 公立保育士・幼稚園教諭就職対策模試(3年次以降)
- 長期休暇集中勉強会(3年次以降)
- 東京アカデミー集中講座(長期休暇中。無料)

## 学生生活

### 新入生学外研修
毎年4月に新入生を対象に学外研修が行われる。2009年度までは教育学部のみで、一泊二日の日程で行われていたが2010年度からは看護学部、教育学部合同で、日程も一日に短縮されている。

淡路夢舞台国際会議場等で各種レクリエーション、ディスカッション等が行われる。

### 学園祭
毎年10下旬～11月上旬に「のじぎく祭」と呼ばれる学園祭(2days)が行われる。模擬店やライブステージなどのほか、子ども向けのキッズオープンキャンパスや看護フェアが行われている。

### 親子遊び
地域貢献の一環として教育学部の教員、学生（有志）らによって毎月第一土曜日に近大姫路大学体育館において近所の乳児、幼児、児童とその保護者との交流会が開かれている。

学生主導で親子でのレクレーションを行ったり絵本の読み聞かせ等を行っている。

## 学費
初年度（平成25年（2013年）度）
看護学部199万5000円、教育学部146万5000円(入学金含む)。教育学部の各種実習費用や看護学部の助産師資格過程は別途。看護学研究科入学金20万円、授業料等70万円。

※ 文部科学省の平成23年（2011年）度　私立大学入学者に係る初年度学生納付金平均額（定員1人当たり）の調査結果についてによれば、文科系学部の平均は115万5405円、理科系学部の平均は149万7747円である。

## 施設
キャンパスは大学本部がある姫路市大塩町に設置されている。
キャンパス内に南北平行に並ぶ形で二棟の校舎がある。南側が1号棟（看護学部棟）、北側が2号棟（教育学部棟）。レストランや売店等は1号棟1階に設置されている。

なお、2号棟並びに1号棟東側に位置する体育館、ピアノレッスン室は旧賢明女子学院短期大学時代からの建物である。

2号棟と体育館を結ぶ通路の東側にはコンパートメントタイプのピアノレッスン室が15室あり、16台のピアノが設置されている。

8時から20時の間、講義で使用中の場合を除き学生が自由にピアノの練習を行うことができる。
学生の増加に伴う教員の増加並びに業務の増加のため、また2014年度の新校舎建設工事に先立ち2013年春、2号棟中庭に仮研究室と仮通信課程事務室が増設された。
キャンパス東側にグラウンドと全米オープンと同じ仕様。のテニスコート4面が存在する。

2014年度より、1号棟と現2号棟の間にあった駐車場と通信課程事務室跡地に2016年度からの使用開始を目指す新2号棟の建設が始まっている。1号棟と平行に建てられ、6階建ての建物になる予定

## 対外関係

### 他大学との協定
- 大学コンソーシアムひょうご神戸（2007年締結）

### 通信教育部 協定校
以下の大学、専門学校等の在学生は学内での選考により、通信教育部の科目等履修生として保育士資格、幼稚園・小学校一種教員免許に関する科目を併修、もしくは学士資格の取得を行うことができる。
- 近畿大学、苫小牧駒澤大学、久留米大学、新潟こども医療専門学校、北陸福祉保育専門学院、国際こども・福祉カレッジこども未来教育学科、金沢福祉専門学校、リリー保育福祉専門学校こども教育学科、JAPANサッカーカレッジ女子サッカー研究科/サッカーコーチ研究科

## 交通アクセス
大塩駅（山陽電車）から南に徒歩8分。同駅からスクールバス（朝、夕並びに各授業前後。所要時間1分強）が運行されている。